# Lesegesellschaften in Appenzell Ausserrhoden
Lesegesellschaften sind Vereine, die in der Tradition der Aufklärung stehen. Sie verfolgten das Ziel, die Bevölkerung durch gemeinsame Lektüre weiterzubilden und zur politischen Mitwirkung anzuleiten.

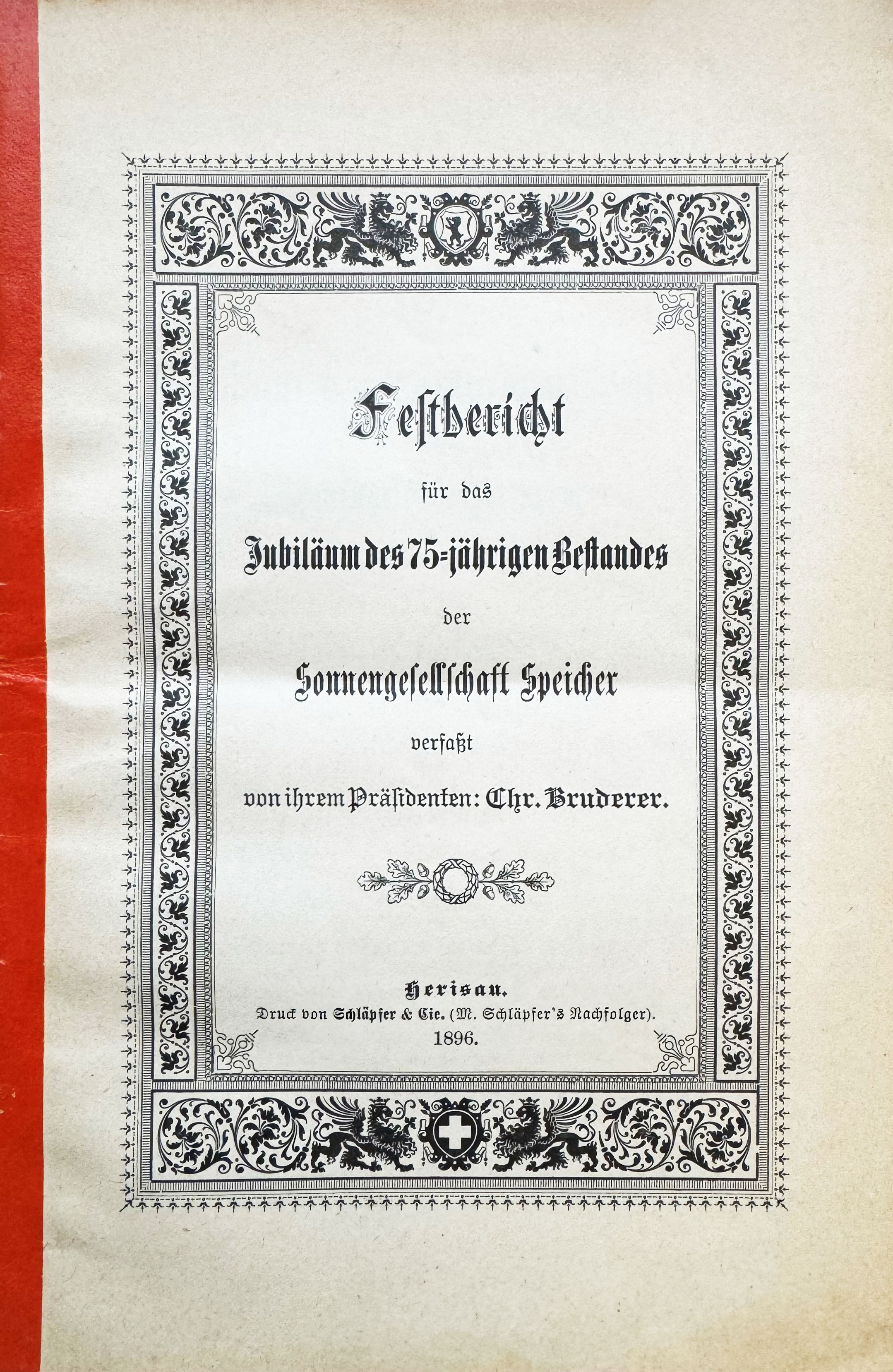
Festschrift der Sonnengesellschaft Speicher 1896

Viele Lesegesellschaften entstanden im deutschsprachigen Raum im ersten Drittel des 19. Jahrhunderts. Sie verstanden sich als politische Plattformen des Bürgertums und bezweckten die Förderung der Lesekultur. Im Kanton Appenzell Ausserrhoden haben sich etliche Vereine bis heute erhalten. In 13 der 20 Gemeinden des Kantons besteht im Jahr 2023 noch eine oder bestehen mehrere Lesegesellschaften. Die Mitglieder aus ganz unterschiedlichen Milieus tauschen sich über kulturelle oder politische Themen aus. Die meisten Lesegesellschaften verstehen sich als politisch neutral, diskutieren aber über Abstimmungen und helfen mit, Kandidierende für Wahlen zu suchen. Das Bundesamt für Kultur führt sie seit 2017 auf der Liste der lebendigen Traditionen.
| Gemeinde     | Name der Gesellschaft          | Gründung | Auflösung | Entwicklung | Tätigkeiten (2023)                                                                             |
| ------------ | ------------------------------ | -------- | --------- | --- | ---------------------------------------------------------------------------------------------- |
| Bühler       | Lesegesellschaft Bühler        | 1848     | bestehend | ab 1822 einige kurzlebige Vorgängervereine; 1962 verschwindet der Zusatz «zum Rössli» im Vereinsnamen; 1979 Abschaffung Lesemappen                                                            | kulturelle Veranstaltungen (öffentliche Vorträge, Konzerte, Besichtigungen, Exkursionen)       |
| Gais         | Kulturbühne Gais               | 1854     | bestehend | 1854 gegründet als «Lesegesellschaft Gais»; 1950 Auflösung; 2000 als «Neue Lesegesellschaft Gais» neu gegründet; seit 2014 unter dem neuen Namen                                              | kulturelle Veranstaltungen (Kabarett, Konzerte, Kleintheater, Exkursionen, Reiseberichte usw.) |
| Heiden       | Lesegesellschaft Bissau        | 1860     | bestehend | | politische Versammlungen mit Parolenfassung                                                    |
| Herisau      | Lesegesellschaft Moos          | 1845     | bestehend | zunehmende Inaktivität in den 1870ern / 1875 Neugründung | versteht sich heute als Quartierverein und organisiert gesellige Anlässe                       |
| Herisau      | Lesegesellschaft Ramsen        | 1830     | bestehend | | Quartierverein, gesellige Anlässe                                                              |
| Herisau      | Lesegesellschaft Saum          | 1894     | bestehend | | Quartierverein, gesellige Anlässe                                                              |
| Rehetobel    | Lesegesellschaft Dorf          | 1837     | bestehend | 1852 Auflösung / 1873 Neugründung / nach unbekannter Zeit wieder aufgelöst und 1899 erneut gegründet (ab hier ununterbrochen bestehend) / im Ersten Weltkrieg jedoch Unterbruch der Tätigkeit | kulturelle und politische Veranstaltungen / eigene Konzertreihe                                |
| Rehetobel    | Lesegesellschaft Kaien         | 1854     | bestehend | 1870 Gründung einer freiwilligen Mädchenarbeitsschule im Kaien | nur noch vereinzelte Anlässe                                                                   |
| Rehetobel    | Lesegesellschaft Lobenschwendi | vor 1870 | bestehend | 1875 Auflösung / 1921 Neugründung / 1950 Gründung einer Bibliothek | nur noch vereinzelte Anlässe, u. a. runder Tisch                                               |
| Rehetobel    | Lesegesellschaft Robach        | 1902     | bestehend | | nur noch vereinzelte Anlässe                                                                   |
| Reute        | Lesegesellschaft Reute         | 1836     | bestehend | | politische Veranstaltungen                                                                     |
| Reute        | Lesegesellschaft Schachen      | 1906     | bestehend | 1913 Auflösung / 1933 Neugründung | politische und kulturelle Veranstaltungen                                                      |
| Schwellbrunn | Lesegesellschaft Dorf          | 1841     | vor 2015  | nach einer zwischenzeitlichen Auflösung 1991 neu gegründet / bald darauf aber aufgelöst |                                                                                                |
| Schwellbrunn | Lesegesellschaft Obere Schar   | 1905     | 2022      | der Verein vermachte 2022 sein Vermögen der Bibliothek Schwellbrunn |                                                                                                |
| Schwellbrunn | Lesegesellschaft Untere Schar  | 1904     | bestehend | | gesellige Anlässe                                                                              |
| Speicher     | Sonnengesellschaft             | 1820     | bestehend | 1820 als erste Lesegesellschaft im Kanton gegründet / im Laufe des 20. Jahrhunderts Verzicht auf gemeinsame Lektüre / 1964 Wiederaufschwung                                                   | kulturelle Veranstaltungen, Exkursionen                                                        |
| Stein        | Lesegesellschaft Stein         | 1854     | bestehend | | kulturelle, politische und gesellige Anlässe                                                   |
| Teufen       | Lesegesellschaft Teufen        | 1843     | bestehend | ehemaliges Lesezimmer wird zur Bibliothek Teufen | Vorträge, Diskussionen, Exkursionen, Ausstellungen, kulturelle Anlässe                         |
| Trogen       | Kronengesellschaft             | 1844     | bestehend | | kulturelle Veranstaltungen                                                                     |
| Trogen       | Lesegesellschaft Bach          | vor 1876 | bestehend | |                                                                                                |
| Trogen       | Lesegesellschaft Eugst         | vor 1923 | bestehend | |                                                                                                |
| Walzenhausen | Lesegesellschaft Lachen        | 1870     | bestehend | | politische, kulturelle und gesellige Anlässe                                                   |
| Wolfhalden   | Lesegesellschaft Aussertobel   | 1870     | bestehend | 1982 Aufnahme der ersten Frau | politische, kulturelle und gesellige Anlässe                                                   |
| Wolfhalden   | Lesegesellschaft Hasli         | 1882     | bestehend | | nur noch vereinzelte Anlässe                                                                   |
| Wolfhalden   | Lesegesellschaft Tanne         | 1906     | bestehend | | Bezirksvertretung, politische und gesellige Anlässe                                            |